# Glauco Viazzi
Glauco Viazzi, nato Jusik Hovsep Achrafian (Krasnodar, 17 febbraio 1920 – Sanremo, 10 marzo 1980), è stato un critico cinematografico e critico letterario italiano di origine armena.

## Biografia
Jusik Achrafian, giunto in Italia con la famiglia, studia al collegio armeno di Venezia, spostandosi successivamente a Roma, Genova, per poi stabilirsi definitivamente a Roma. Acquisita la cittadinanza italiana, sceglie il nome di Glauco Viazzi dal filosofo Pio Viazzi, di cui è ammiratore, e dal titolo (Glauco) di un dramma del 1919 di Ercole Luigi Morselli.
Ingegnere chimico, inizia a occuparsi di letteratura armena pubblicando alcuni saggi pubblicati dalla casa editrice "Him", poi inizia a collaborare come critico cinematografico a riviste quali "Il Fascio", "Libro e Moschetto", "Cinema", "Sequenze", "Bianco e nero", dando vita con Ugo Casiraghi alla casa editrice Poligono, per la quale curò due volumi su Entr'acte (Milano, Poligono, 1945) e su René Clair (Milano, Poligono, 1946).
Lasciata la critica cinematografica, è tra i primi a interessarsi di futurismo e avanguardie coeve, pubblicando, con Vanni Scheiwiller, importanti antologie e, da solo, Poeti simbolisti francesi, Torino, Einaudi, 1976; I poeti del Futurismo: 1909-1944, Milano, Longanesi, 1978; Dal simbolismo al deco: antologia poetica cronologicamente disposta, Torino, Einaudi, 1981). 
Collaborò alle riviste Il Ponte, Belfagor, Il Verri e alla casa editrice Editori riuniti.
Molti sono i misteri circa la vita di questo personaggio. Ad esempio una nota convinzione radicata nella comunità armena italiana lo vorrebbe nipote del card. Krikor Bedros XV Aghagianian.

## Opere principali
- Il periodo Post-romantico nella letteratura armeno-occidentale, Roma, HIM (Historia Imperii Mediterranei), 1940
- insieme a Baldo Bandini, Ragionamenti sulla scenografia,  Milano, Poligono, 1945
- introduzione a Vsevolod Ivanov, Il treno blindato 1469, Milano, Rosa e Ballo, 1946
- René Clair, Milano, Poligono, 1946
- Chaplin e la critica: antologia di saggi, bibliografia ragionata, iconografia e filmografia, Bari, Laterza, 1955
- Jean Gabin, Milano, Sedit, 1956
- Il cinema sovietico (1), Parma, Maccari, 1949.
- Il cinema sovietico (2), Parma, Maccari, 1950.
- Gian Pietro Lucini al tempo di Cronaca d’arte, Milano, Feltrinelli, 1970.
- Poeti simbolisti e liberty in Italia, Milano, All'insegna del pesce d'oro, 1971.
- Studi e documenti per il Lucini, Napoli, Guida editori, 1972.
- Appunti sulla prosa di Paolo Valera, Firenze, L. S. Olschki, 1973.
- Poeti del secondo futurismo italiano, con una lettera inedita di Filippo Tommaso Marinetti, Milano, All'insegna del pesce d'oro, 1973.
- Poeti futuristi, dadaisti e modernisti in Italia, Milano, All'insegna del pesce d'oro, 1974.
- I poeti del futurismo: 1909-1944, Milano, Longanesi & C., c1978.
- Scritti di cinema: 1940-1958, a cura di Cristina Bragaglia, Milano, Longanesi 1979.
- Dal simbolismo al deco: antologia poetica cronologicamente disposta, Torino, G. Einaudi, 1981.
- Poeti simbolisti francesi, Torino, Einaudi, 1981.
- Caro Duccio dal tuo Jusik: lettere sul cinema e altro di Glauco Viazzi a Corrado Terzi 1941-1954, Cesena, Il ponte vecchio, 2004.
- Ugo Casiraghi e Glauco Viazzi, Il cervello di Carné. Letterario 1941-1943, a cura di Simone Dotto e Andrea Mariani, Milano, La Nave di Teseo, 2021.

## Testi altrui a cura di Glauco Viazzi
- Diciotto liriche armene, raccolte e presentate da Jusik Hovrep Achrafian, Roma, HIM (Historia Imperii Mediterranei), 1939.
- Le inedite Armonie sinfoniche di G. P. Lucini, Firenze, Leo S. Olschki, 1970.
- Gian Pietro Lucini,Le antitesi e le perversità, per cura introduzione e note di Glauco Viazzi, con una testimonianza di Terenzio Grandi, Parma, Guanda, 1970.
- Gian Pietro Lucini, I drami delle maschere per cura, introduzione e note di Glauco Viazzi, Parma, Guanda, 1973.